# Незбит (Тексас)
Незбит (енгл. Nesbitt) град је у америчкој савезној држави Тексас. По попису становништва из 2010. у њему је живело 281 становника.

## Демографија
Према попису становништва из 2010. у граду је живело 281 становника, што је 21 (7,0%) становника мање него 2000. године.
| Група             | 2000.       | 2010.       |
| Белци             | 243 (80,5%) | 228 (81,1%) |
| Афроамериканци    | 55 (18,2%)  | 48 (17,1%)  |
| Азијати           | 0 (0,0%)    | 0 (0,0%)    |
| Хиспаноамериканци | 0 (0,0%)    | 1 (0,4%)    |
| Укупно            | 302         | 281         |